# Burquina Fasso nos Jogos Olímpicos de Verão de 1988
Burquina Fasso participou dos Jogos Olímpicos de Verão de 1988 em Seul, na Coreia do Sul. Não conquistou nenhuma medalha, nem de ouro, nem de prata e nem de bronze. Foi a segunda participação do país em Jogos Olímpicos de Verão, tendo ficado por 16 anos de fora.